# 7544 Tipografiyanauka
7544 Tipografiyanauka è un asteroide della fascia principale. Scoperto nel 1976, presenta un'orbita caratterizzata da un semiasse maggiore pari a 2,9047580 UA e da un'eccentricità di 0,0363709, inclinata di 0,96425° rispetto all'eclittica.